# 728 (číslo)
Sedm set dvacet osm je přirozené číslo. Následuje po čísle sedm set dvacet sedm a předchází číslu sedm set dvacet devět. Římskými číslicemi se zapisuje DCCXXVIII a řeckými číslicemi ψκη.

## Matematika
728 je:
- Abundantní číslo
- Složené číslo
- Nešťastné číslo

## Astronomie
- (728) Leonisis je planetka hlavního pásu, kterou objevil v roce 1912 Johann Palisa

## Roky
- 728
- 728 př. n. l.